# Марезе Жубер
Марезе Жубер (англ. Mareze Joubert; нар. 18 серпня 1973) — колишня південноафриканська тенісистка.
Найвищу одиночну позицію світового рейтингу — 245 місце досягла 8 травня 1995, парну — 225 місце — 24 квітня 1995 року.
Здобула 3 одиночні та 15 парних титулів туру ITF.

## Фінали ITF

### Одиночний розряд: 12 (3–9)
| турніри $25,000 |
| турніри $10,000 |

| Результат | Ранг | Дата            | Турнір                          | Покриття  | Суперниця           | Рахунок       |
| --------- | ---- | --------------- | ------------------------------- | --------- | ------------------- | ------------- |
| Поразка   | 1.   | 27 вересня 1993 | ITF Йоганесбурґ, ПАР            | Тверде    | Карен ван дер Мерве | 4–6, 6–3, 0–6 |
| Поразка   | 2.   | 17 квітня 1995  | ITF Пловдив, Болгарія           | Ґрунт     | Маріон Маруска      | 0–6, 4–6      |
| Поразка   | 3.   | 16 червня 1996  | ITF Гілтон-Гед, США             | Тверде    | Енн Мелл            | 4–6, 5–7      |
| Поразка   | 4.   | 19 липня 1997   | ITF Фрінтон, Велика Британія    | Трава     | Суріна Де Беер      | 4–6, 4–6      |
| Перемога  | 5.   | 27 вересня 1997 | ITF Сандерленд, Велика Британія | Килим (i) | Наталія Єгорова     | 6–3, 1–6, 7–5 |
| Перемога  | 6.   | 11 липня 1998   | ITF Філікстоу, Велика Британія  | Трава     | Лусі Ал             | 7–5, 6–3      |
| Перемога  | 7.   | 27 липня 1998   | ITF Ілклі, Велика Британія      | Трава     | Клер Лайт           | 6–3, 6–4      |
| Поразка   | 8.   | 18 вересня 1999 | ITF Фрінтон, Велика Британія    | Трава     | Кейт Ворн Голланд   | 6–1, 4–6, 1–6 |
| Поразка   | 9.   | 26 березня 2000 | ITF Водонга, Австралія          | Трава     | Морігамі Акіко      | 1–6, 1–6      |
| Поразка   | 10.  | 2 квітня 2000   | ITF Корова, Австралія           | Трава     | Мелані-Енн Клейтон  | 7–5, 3–6, 1–6 |
| Поразка   | 11.  | 30 липня 2000   | ITF Дублін, Ірландія            | Килим     | Лусі Ал             | 2–6, 4–6      |
| Поразка   | 12.  | 20 серпня 2000  | ITF Лондон, Англія              | Тверде    | Патті ван Аккер     | 4–6, 1–6      |

### Парний розряд: 26 (15–11)
| Результат | Ранг | Дата            | Турнір                          | Покриття   | Партнерка           | Суперниці                        | Рахунок       |
| --------- | ---- | --------------- | ------------------------------- | ---------- | ------------------- | -------------------------------- | ------------- |
| Поразка   | 1.   | 12 червня 1993  | ITF Евансвілл, США              | Тверде     | Рене Менц           | Карін Баккум Наґано Хіромі       | 2–6, 2–6      |
| Поразка   | 2.   | 26 червня 1993  | ITF Роаноук, США                | Тверде     | Ванесса Вебб        | Ай Суґіяма Сасано Йосіко         | 4–6, 3–6      |
| Перемога  | 3.   | 17 січня 1994   | ITF Мак-Аллен, США              | Тверде     | Меймі Сеніза        | Тоня Еванс Елені Россайдс        | 7–6(2), 6–2   |
| Поразка   | 4.   | 24 січня 1994   | ITF Остін, США                  | Тверде     | Джін Сеніза         | Софі Ам'яш Трейсі Мортон-Роджерс | 6–7, 6–7      |
| Перемога  | 5.   | 24 липня 1994   | ITF Солсбері, США               | Тверде     | Хрістіна Пападакі   | Лізель Губер Мотідзукі Хіроко    | 3–6, 6–1, 6–4 |
| Поразка   | 6.   | 4 грудня 1995   | ITF Порт-Пірі, Австралія        | Тверде     | Джоанн Ліммер       | Дженні Бірн Кетрін Берклей       | 1–6, 3–6      |
| Перемога  | 7.   | 16 червня 1996  | ITF Гілтон-Гед, США             | Тверде     | Ліза Андріяні       | Дон Бут Стефані Нікітас          | 6–4, 6–4      |
| Перемога  | 8.   | 22 вересня 1997 | ITF Сандерленд, Велика Британія | Тверде (i) | Гелен Крук          | Вікторія Девіс Лімор Габай       | 6–2, 6–4      |
| Перемога  | 9.   | 1 грудня 1997   | ITF Преторія, ПАР               | Тверде     | Гелен Крук          | Лусінда Ґіббс Ґізель Сварт       | 6–2, 7–5      |
| Перемога  | 10.  | 25 квітня 1998  | ITF Борнмут, Велика Британія    | Ґрунт      | Ліззі Джелфс        | Лімор Габай Кейт Ворн-Голланд    | 6–3, 6–3      |
| Перемога  | 11.  | 18 липня 1998   | ITF Фрінтон, Велика Британія    | Трава      | Ліззі Джелфс        | Лусі Ал Аманда Вейнрайт          | 6–2, 7–5      |
| Перемога  | 12.  | 27 липня 1998   | ITF Ілклі, Велика Британія      | Трава      | Ліззі Джелфс        | Гелен Крук Вікторія Девіс        | 6–3, 6–4      |
| Перемога  | 13.  | 3 серпня 1998   | ITF Саутсі, Велика Британія     | Трава      | Ліззі Джелфс        | Елені Даніліду Лусі Вуд          | 6–2, 6–3      |
| Перемога  | 14.  | 21 вересня 1998 | ITF Сандерленд, Велика Британія | Тверде (i) | Ліззі Джелфс        | Гелен Крук Вікторія Девіс        | 6–1, 6–1      |
| Поразка   | 15.  | 1 березня 1998  | ITF Воррнамбул, Австралія       | Трава      | Кейт Ворн Голланд   | Керрі-Енн Г'юз Труді Мусгрейв    | 4–6, 4–6      |
| Поразка   | 16.  | 15 березня 1998 | ITF Олбері, Австралія           | Трава      | Кейт Ворн Голланд   | Керрі-Енн Г'юз Труді Мусгрейв    | 6–7, 3–6      |
| Поразка   | 17.  | 22 березня 1998 | ITF Корова, Австралія           | Трава      | Кейт Ворн Голланд   | Керрі-Енн Г'юз Труді Мусгрейв    | 2–6, 6–1, 3–6 |
| Перемога  | 18.  | 25 квітня 1999  | ITF Гатфілд, Велика Британія    | Тверде     | Стефані Тестар      | Кейт Ворн Голланд Вікторія Девіс | 6–1, 6–4      |
| Поразка   | 19.  | 30 серпня 1999  | ITF Куросіо, Японія             | Тверде     | Кейт Ворн Голланд   | Керрі-Енн Г'юз Іноуе Майко       | 4–6, 6–7      |
| Поразка   | 20.  | 13 вересня 1999 | ITF Ібаракі, Японія             | Тверде     | Кейт Ворн Голланд   | Лі Тін Лі На                     | 6–7, 3–6      |
| Перемога  | 21.  | 19 березня 2000 | ITF Беналла, Австралія          | Трава      | Кайлі Гант          | Наталі Грандін Ніколь Ренкен     | 6–3, 6–2      |
| Поразка   | 22.  | 26 березня 2000 | ITF Водонга, Австралія          | Трава      | Кайлі Гант          | Наталі Грандін Ніколь Ренкен     | 6–4, 6–4      |
| Перемога  | 23.  | 25 червня 2000  | ITF Алкмар, Нідерланди          | Ґрунт      | Ніколь Сьюелл       | Еріка Краут Ванеса Краут         | w/o           |
| Поразка   | 24.  | 23 липня 2000   | ITF Фрінтон, Велика Британія    | Трава      | Ніколь Сьюелл       | Гелен Крук Вікторія Девіс        | 2–6, 4–6      |
| Перемога  | 25.  | 13 серпня 2000  | ITF Бат, Велика Британія        | Ґрунт      | Ніколь Сьюелл       | Дженні Белобрайдіч Такасе Аямі   | 6–2, 6–2      |
| Перемога  | 26.  | 8 липня 2001    | ITF Амстердам, Нідерланди       | Ґрунт      | Андреа ван ден Гурк | Романа Теджакусума Ремі Тедзука  | 6–2, 6–3      |